# Coyuya (estación)
Coyuya es una de las estaciones que forman parte del Metro de la Ciudad de México, perteneciente a la Línea 8. Se ubica al oriente de la Ciudad de México, en la alcaldía Iztacalco.

## Información general
Coyuya (del náhuatl coyuya, "Donde se hacen los cascabeles"), debe su nombre al hecho de que está situada cerca de la avenida Coyuya. El símbolo de la estación muestra un pie con cascabeles en el tobillo, que se usa para simular cascabeles al bailar.

## Afluencia
La estación Coyuya es la octava estación (de un total de 19) de la línea 8 con mayor número de usuarios al año, 6,330,961 en 2014
| Tipo de día   | Afluencia promedio |
| ------------- | ------------------ |
| Día festivo   | 8,170              |
| Día laboral   | 19,674             |
| Fin de semana | 12,568             |
| Anual         | 17,345             |

La siguiente tabla muestra la afluencia de la estación en los últimos 10 años:
| Afluencia Anual de Pasajeros | Afluencia Anual de Pasajeros | Afluencia Anual de Pasajeros | Afluencia Anual de Pasajeros | Afluencia Anual de Pasajeros | Afluencia Anual de Pasajeros |
| ---------------------------- | ---------------------------- | ---------------------------- | ---------------------------- | ---------------------------- | ---------------------------- |
| Año                          | Afluencia                    | A Diario                     | Ranking                      | Incremento                   | Ref.                         |
| 2023                         | 8,025,183                    | 21,986                       | 42°/195                      | +3.74%                       | [ 3 ]                        |
| 2022                         | 7,735,951                    | 21,194                       | 38°/175                      | +38.61%                      | [ 4 ]                        |
| 2021                         | 5,581,291                    | 15,291                       | 39°/195                      | +11.67%                      | [ 5 ]                        |
| 2020                         | 4,998,200                    | 13,656                       | 57°/195                      | -41.21%                      | [ 6 ]                        |
| 2019                         | 8,501,595                    | 23,292                       | 61°/195                      | +2.68%                       | [ 7 ]                        |
| 2018                         | 8,279,437                    | 22,683                       | 71°/195                      | +7.88%                       | [ 8 ]                        |
| 2017                         | 7,674,640                    | 21,026                       | 81°/195                      | +0.83%                       | [ 9 ]                        |
| 2016                         | 7,611,525                    | 20,796                       | 86°/195                      | +1.45%                       | [ 10 ]                       |
| 2015                         | 7,502,640                    | 20,555                       | 85°/195                      | +3.23%                       | [ 11 ]                       |
| 2014                         | 7,267,919                    | 19,912                       | 89°/195                      | -7.61%                       | [ 12 ]                       |

## Salidas de la estación
- Nororiente: Eje 3 Oriente Av. Francisco del Paso y Troncoso esquina Eje 4 Sur Av. Pdte. Plutarco Elías Calles, Colonia Granjas México.
- Suroriente: Eje 3 Oriente Av. Francisco del Paso y Troncoso esquina Eje 4 Sur Av. Pdte. Plutarco Elías Calles, Colonia Tlazintla.
- Norponiente: Eje 3 Oriente Av. Francisco del Paso y Troncoso esquina Eje 4 Sur Av. Pdte. Plutarco Elías Calles, Colonia Fraccionamiento Coyuya.
- Surponiente: Eje 3 Oriente Av. Francisco del Paso y Troncoso esquina Eje 4 Sur Av. Pdte. Plutarco Elías Calles, Barrio los Reyes.